# 1058
| [ Edytuj tabelę ]          |                                                                     |
| Książę Polski              | - 1034 Kazimierz I Odnowiciel 1058 - 1058 Bolesław II Szczodry 1076 |
| Król Angkoru               | - 1048 Udajaditjawarman II 1066                                     |
| Król Anglii                | - 1042 Edward Wyznawca 1066                                         |
| Król Aragonii i Nawarry    | - 1035 Ramiro I 1063                                                |
| Hrabia Barcelony           | - 1035 Rajmund Berengar I 1076                                      |
| Książę Bawarii             | - 1055 Henryk VIII 1061                                             |
| Książę Burgundii           | - 1032 Robert I 1076                                                |
| Cesarz Bizancjum           | - 1057 Izaak I Komnen 1059                                          |
| Cesarz Chin                | - 1022 Song Renzong 1063                                            |
| Książę Czech               | - 1055 Spitygniew II 1061                                           |
| Król Danii                 | - 1047 Swen II Estrydsen 1074                                       |
| Władca Egiptu              | - 1036 Al-Mustansir 1094                                            |
| Król Francji               | - 1031 Henryk I 1060                                                |
| Król Gruzji                | - 1027 Bagrat IV 1072                                               |
| Hrabia Holandii            | - 1049 Floris I 1061                                                |
| Cesarz Japonii             | - 1045 Go-Reizei 1068                                               |
| Kalif                      | - 1031 Al-Ka’im 1075                                                |
| Król Kastylii              | - 1035 Ferdynand I Wielki 1065                                      |
| Wielki książę Kijowa       | - 1054 Izjasław I 1068                                              |
| Patriarcha Konstantynopola | - 1043 Michał I Cerulariusz 1058                                    |
| Władca Korei               | - 1046 Munjong 1083                                                 |
| Król Leónu                 | - 1037 Ferdynand I Wielki 1065                                      |
| Władca Maroka              | - 1056 Abu Bakr ibn Umar 1070                                       |
| Król Norwegii              | - 1045 Harald III Srogi 1066                                        |
| Książę Obodrzyców          | - 1043 Gotszalk 1066                                                |
| Hrabia Palatynatu          | - 1045 Henryk I ze Szwabii 1061                                     |
| Papież                     | - 1057 Stefan IX (X) 1058 - 1058 antypapież Benedykt X 1059         |
| Hrabia Portugalii          | - 1050 Nuno II 1071                                                 |
| Książę Saksonii            | - 1011 Bernard II 1059                                              |
| Sułtan Seldżuków           | - 1055 Tughril Beg 1063                                             |
| Król Szkocji               | - 1057 Lulach 1058 - 1058 Malcolm III 1093                          |
| Król Szwecji               | - 1050 Emund Stary 1060                                             |
| Doża Wenecji               | - 1043 Domenico Contarini 1071                                      |
| Król Węgier                | - 1047 Andrzej I 1061                                               |

Rok 1058 / MLVIII
stulecia: X wiek ~
XI wiek ~
XII wiek

lata: 1048 «
1053 «
1054 «
1055 «
1056 «
1057 «
1058
» 1059
» 1060
» 1061
» 1062
» 1063
» 1068

## Wydarzenia w Polsce
- Śmierć Kazimierza Odnowiciela. Miał on czterech synów: Bolesława, Władysława Hermana, Mieszka i Ottona. Dwaj ostatni wcześnie zmarli. Władysław Herman otrzymał w zarząd Mazowsze, natomiast nad całym krajem władzę objął Bolesław Szczodry.

## Wydarzenia na świecie
- 5 kwietnia – dokonano wyboru antypapieża Benedykta X.
- 19 kwietnia – Dauferio (Dezyderiusz) z Benewentu został opatem klasztoru na Monte Cassino.
- 25 kwietnia – Malcolm III został koronowany na króla Szkocji.
- Grudzień – Mikołaj II został papieżem.
- Grudzień - Kalif Al-Mustansir zdobywa Bagdad.

## Urodzili się
- Al-Ghazali – perski filozof muzułmański, mistyk suficki (zm. ok. 1111)
- Dahong Bao’en – chiński mistrz chan szkoły caodong (zm. 1111)

## Zmarli
- 19 marca – Kazimierz Odnowiciel, syn Mieszka II, króla Polski (ur. 1016)
- 29 marca – papież Stefan IX (X)
- Abu al-Ala al-Ma’arri – syryjski filozof poeta i pisarz (ur. 973)